# Rudolf Krupitzer
Rudolf Edward Krupitzer (Ungheria, 18 aprile 1879 – Cleveland, 2 maggio 1972) è stato un ginnasta e multiplista statunitense di origine austro-ungarica.

## Biografia
Divenne cittadino americano nel 1900. Krupitzer partecipò ai Giochi olimpici di Saint Louis 1904 nelle gare di triathlon e ginnastica. Giunse tredicesimo nel concorso a squadre, quarantesimo nel concorso generale individuale, quarantanovesimo nel triathlon e quarantaquattresimo nel concorso a tre eventi.